# Leslie Marr
Leslie Marr (Durham, 14 de agosto de 1922-Gimingham, 4 de mayo de 2021) fue un piloto de automovilismo, paisajista y pintor británico. 

## Biografía
Marr compitió el Gran Premio de Gran Bretaña de Fórmula 1 durante las ediciones de 1954 y 1955. En la edición de 1954, resultó ser 13.º, mientras que en la edición de 1955, se retiró por problemas mecánicos. Leslie siempre ha corrido con su propio equipo en carreras puntuables de F1. 
Aparte de correr en el automovilismo, Marr también se dedicó a ser paisajista y pintor.
Leslie murió el 4 de mayo de 2021 a la edad de 98 años.

## Resultados

### Fórmula 1
(Clave) (negrita indica pole position) (cursiva indica vuelta rápida)

| Año     | Escudería   | 1   | 2   | 3   | 4   | 5      | 6       | 7   | 8   | 9   | Pos. | Puntos |
| ------- | ----------- | --- | --- | --- | --- | ------ | ------- | --- | --- | --- | ---- | ------ |
| 1954    | Leslie Marr | ARG | 500 | BEL | FRA | GBR 13 | GER     | SUI | ITA | ESP | NC   | 0      |
| 1955    | Leslie Marr | ARG | MON | 500 | BEL | NED    | GBR Ret | ITA |     |     | NC   | 0      |
| Fuente: |             |     |     |     |     |        |         |     |     |     |      |        |